# The Final Chapter (альбом C-Bo)
The Final Chapter — п'ятий студійний альбом американського репера C-Bo, виданий 9 березня 1999 р. лейблом AWOL Records. Платівка посіла 20-ту сходинку чарту Top R&B/Hip-Hop Albums та 20-те місце чарту Billboard 200.
Виконавчий продюсер: Фредді «Т» Сміт. Альбом видали після того, як C-Bo покинув AWOL Records. Платівка містить раніше невиданий матеріал, записаний під час перебування виконавця на лейблі. Реліз став останнім альбомом на AWOL Records. У 2003 West Coast Mafia Records, власний лейбл C-Bo, перевидав The Final Chapter з бонус-треками.

## Список пісень
| #   | Назва                                                              | Тривалість |
| --- | ------------------------------------------------------------------ | ---------- |
| 1.  | «Intro to the Final Chapter»                                       | 0:33       |
| 2.  | «How Many» (з участю Lil Ric та 151)                               | 4:24       |
| 3.  | «Get the Chips» (з участю Flow та Pizzo)                           | 4:21       |
| 4.  | «Best Recognize» (з участю Probable Cauze)                         | 4:32       |
| 5.  | «Player to Player» (з участю Mo-Jay та Allie Baba)                 | 4:27       |
| 6.  | «Big Figgas» (з участю AK, Kokane та 151)                          | 5:03       |
| 7.  | «Interlude»                                                        | 0:48       |
| 8.  | «Tru 2 da Game» (з участю J-Dubb та Lil Ric)                       | 4:27       |
| 9.  | «Still Mashin» (з участю Flow та Pizzo)                            | 4:23       |
| 10. | «As the World Turns» (з участю AP.9, Spice 1 та Sherrelle Fortier) | 4:56       |
| 11. | «Mobb Deep» (з участю Laroo та 151)                                | 4:16       |
| 12. | «Big Boss» (з участю King Pins, Laroo та Raw Pins)                 | 4:51       |
| 13. | «My True Soldiers» (з участю Mo-Jay)                               | 1:42       |

### Бонус-треки перевидання 2003 р.
| #   | Назва                                    | Тривалість |
| --- | ---------------------------------------- | ---------- |
| 2.  | «Earn Respect» (з участю Revenge)        | 3:53       |
| 14. | «Ball Till We Fall» (з участю Killa Tay) | 5:04       |

## Чартові позиції
| Чарт (1999)               | Найвища позиція |
| ------------------------- | --------------- |
| США                       | 81              |
| US Top R&B/Hip-Hop Albums | 20              |